# 埃德加·湯納
埃德加·托馬斯·湯納（Edgar Thomas Towner，VC，MC，1890年4月19日－1972年8月18日）是澳大利亞牧場主、軍人、地理學家，也是澳大利亞獲頒維多利亞十字勳章的一員。該勳章是大英國協武裝力量成員在「面對敵人」時能獲得的最高英勇榮譽。第一次世界大戰期間，湯納作為澳大利亞帝國軍隊的中尉，因1918年9月1日在西線戰場聖康坦山的戰鬥表現獲頒此勳章。
湯納出生於昆士蘭州一個農牧家庭，1915年加入澳大利亞帝國軍隊。被派往第25營運輸部門後，他先是在埃及服役，直到所屬部隊被調往西線戰場。之後他轉調至澳大利亞第2機槍營，晉升中尉並因領導能力兩度獲得戰報嘉獎。1918年6月，湯納在莫朗庫爾附近率領機槍小隊進攻，在猛烈炮火下協助步兵達成目標，因而獲頒軍事十字勳章。同年9月，他再次指揮機槍小隊參與聖康坦山和佩羅訥的反攻行動，突破德軍防線。他在負傷後仍持續戰鬥三十小時，其「突出的勇氣、主動性和盡忠職守」為他贏得維多利亞十字勳章，並於1919年4月由英國國王喬治五世親自頒授。
1919年8月退役後，湯納回到昆士蘭經營農場。他曾擔任拉斯利牧業公司董事，並在第二次世界大戰期間短暫重返軍旅，晉升為少校。作為熱衷的地理學者，他於1956年因地理學研究獲頒湯姆森基金會金質獎章。終身未婚的湯納於1972年逝世，享年82歲。

## 早年生活
埃德加·托馬斯·湯納1890年4月19日出生於昆士蘭州黑水鎮附近的格倫科牧場，父親埃德加·托馬斯·湯納是牧場主，母親格蕾塔（娘家姓赫利）來自愛爾蘭。他就讀於黑水鎮公立學校和羅克漢普頓的學校，同時也接受母親的家庭教育。 離校後，湯納在父親的牧場工作直至1912年，隨後購置了自己的土地。他將這片產業命名為「瓦爾帕萊索」，並持續開發至第一次世界大戰爆發。

## 第一次世界大戰
1915年1月4日，湯納加入澳大利亞帝國軍隊。 被分配至第25營運輸部門擔任列兵後， 他於6月29日搭乘HMAT「埃涅阿斯號」從布里斯本啟程前往埃及。 運兵船於8月抵達，該營在沙漠訓練至月底後轉往加利波利半島， 但湯納隨運輸單位留守埃及。
盟軍撤離加利波利後，第25營於1915年12月返回埃及， 湯納於次年1月10日歸建。2月1日晉升中士後，他隨部隊於3月從亞歷山卓出發，加入西線的英國遠征軍。在馬賽登陸後， 該營成為首支抵達法國的澳大利亞部隊。

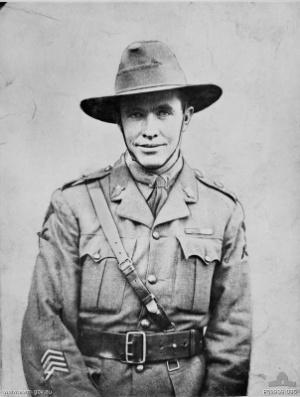
埃德加·湯納中尉（約1918年）

1916年7月，第25營參與了西線首場重大戰役——索姆河攻勢中的波濟耶爾戰役。7月25日至8月7日期間，該營傷亡達785人。短暫調往比利時「較平靜的前線區域」後，10月又重返索姆河戰場。 11月3日，湯納轉調澳大利亞機槍部隊，分配至澳大利亞第2師的澳大利亞第2機槍營，隸屬澳大利亞第7旅機槍連。 十五天後，他獲授少尉軍銜， 並接管該營運輸部門指揮權。
1917年2月24日，湯納晉升中尉； 其運輸部門的服務因「恪盡職守與持續優異表現」受到表彰， 4月9日獲陸軍元帥道格拉斯·黑格的嘉獎令。 1918年1月，湯納獲准赴英國休假。 4月7日他再度獲得嘉獎，相關公告刊登於5月28日《倫敦憲報》增刊。
1918年6月10日夜，湯納指揮機槍小隊參與莫朗庫爾以南的進攻。作為首批抵達目標者之一，他迅速部署小隊並使機槍「極快」投入戰鬥。 通過使用繳獲的德軍機槍，他增強了小隊火力， 並協助右翼連隊在猛烈炮火下推進、奪取並鞏固陣地。 6月11日上午，澳軍一處據點遭德軍炮火摧毀；湯納冒著機槍與狙擊火力，在白天協助重整該據點。因其「振奮精神與不倦態度」及「樹立卓越榜樣」， 湯納獲頒軍事十字勳章。授勳公告及事蹟說明刊登於9月24日《倫敦憲報》增刊。

### 維多利亞十字勳章
1918年9月1日，湯納在聖康坦山戰役期間指揮第7機槍連第3小隊進攻佩羅訥附近的聖康坦山。 配備四挺維克斯機槍的小隊， 負責掩護第24澳大利亞步兵營右翼，該營主要目標是奪取聖康坦山頂峰。為達成任務，該營需先穿過菲尤伊庫爾村，再沿佩羅訥公路推進。 澳軍於06:00在炮火掩護下發起進攻，湯納小隊負責1400公尺寬的正面。 降雨影響能見度，澳軍很快出現傷亡。 發現德軍機槍造成重大傷亡後，湯納獨自衝鋒，用手槍擊斃機組並繳獲該槍，隨即調轉槍口射擊德軍。

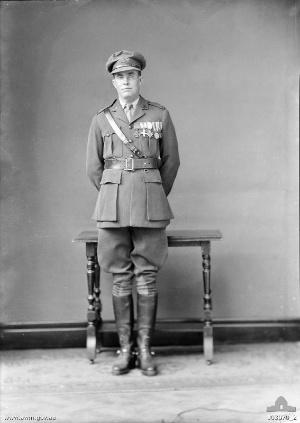
埃德加·湯納中尉全身肖像（約1918年）

菲尤伊庫爾陷落後，第24營繼續向佩羅訥公路推進。 但德軍占據樹叢頑抗，阻滯攻勢。 察覺德軍集結反攻，湯納帶數名士兵、兩挺維克斯機槍及繳獲的德制機槍前出，集中火力殺傷敵軍。 二十五名德軍士兵試圖撤退時被湯納火力切斷退路俘虜。 在猛烈炮火下，湯納偵察開闊地帶尋找有利機槍陣位。 當小隊前移後，機槍手得以壓制更多德軍；其積極行動使攻勢得以恢復，該營最終抵達佩羅訥公路一處凹陷路段隱蔽。 湯納會合時發現彈藥短缺，遂穿越火線找回一挺德制機槍及數箱彈藥。他在「敵軍視線內」操作該武器； 有效火力迫使德軍後撤，使受困澳軍側翼得以推進。
德軍機槍手占據制高點，向湯納所在凹陷路段傾瀉火力。一發子彈擊中他的頭盔，造成頭皮撕裂傷。拒絕後送治療的湯納持續射擊，隨德軍壓力增加，戰況趨於危急。 最終澳軍被迫短暫後撤，但一挺機槍因組員全數傷亡遭遺棄。湯納獨自穿越無人地帶搶回武器，並持續「射擊任何出現的敵軍」，以精準火力摧毀一處德軍機槍陣地。
整夜，湯納頻繁進出前線，「持續戰鬥並激勵部下」。 他為進攻聖康坦山頂強化彈坑的第21營提供火力支援，並反覆偵察德軍陣地回報動向。 次日清晨，其小隊協助擊退大規模德軍反攻後，負傷三十小時的湯納因力竭後送。 先被送至第41傷患清理站，後轉往魯昂的紅十字第二醫院。 此戰表現使湯納獲頒維多利亞十字勳章——他是聖康坦山與佩羅訥戰役中六位獲此殊榮的澳軍第三位。
1918年12月14日《倫敦憲報》增刊刊登完整授勳辭：
陸軍部，1918年12月14日
國王陛下欣然批准向以下軍官、准尉、士官及士兵頒授維多利亞十字勳章：
埃德加·托馬斯·湯納中尉，軍事十字勳章，澳大利亞機槍部隊第2營
1918年9月1日於佩羅訥附近聖康坦山攻勢中，指揮四挺維克斯機槍時展現最卓越之英勇、主動性與盡忠職守。進攻初期，他單槍匹馬定位並俘獲一挺造成我軍傷亡之敵軍機槍，調轉槍口重創敵軍。
其後，憑藉機槍戰術之巧妙運用，他切斷敵軍退路俘虜二十五人。
嗣後，他在猛烈炮火下無畏偵察，並以精力、遠見與迅捷行動對多股敵軍實施火力壓制，為步兵推進提供寶貴支援。
再則，當彈藥短缺時，他奪取一挺敵軍機槍，在敵軍目視下架設射擊，迫使敵軍後撤使我步兵得以推進。雖負傷仍於關鍵時刻維持該槍火力。
隨後夜間，他穩定並有力支援一孤立哨所，以冷靜與振奮精神極大鼓舞士氣。
整夜，他通過個人偵察密切監視敵軍動向，最終在負傷三十小時後力竭後送。

湯納中尉之英勇與應變能力無疑挽救極危急戰局，對攻勢成功貢獻卓著。

### 後期戰役
康復後，湯納於1918年9月14日起獲准赴英國休假三週。10月12日歸隊後，赴指導學校受訓六日。11月下旬在法國休假十三天後，他於12月12日重返第2機槍營。
1919年4月10日，湯納出席白金漢宮舞廳授勳儀式，從英國國王喬治五世手中接過維多利亞十字勳章與軍事十字勳章。 三週後，他搭乘HT「卡拉戈拉號」返回澳大利亞。6月14日抵達雪梨後前往布里斯本，於8月16日從澳大利亞帝國軍隊退役。

## 戰後生活
湯納重返自己的產業，但因無法籌措牲畜資金於1922年變賣瓦爾帕萊索。此後三年他擔任牧場見習生，直至1925年與人合夥經營位於昆士蘭州朗里奇附近的卡盧拉牧場。 湯納最終買斷合夥人股份，並與伊西斯福德的拉斯利牧業公司建立新合作關係，後獲任該公司董事。

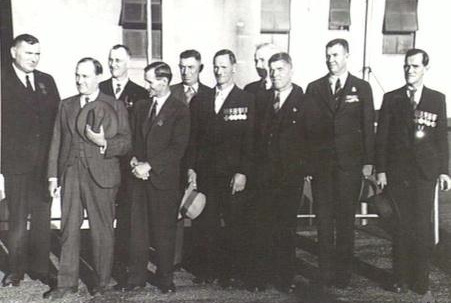
1938年雪梨澳新軍團日遊行集結的維多利亞十字勳章獲得者群像，湯納位於右二

隨著第二次世界大戰臨近，湯納於1939年8月8日加入公民軍事部隊，獲任澳大利亞第26營上尉。 擔任連長期間晉升臨時少校，成為維多利亞十字勳章獲得者哈里·默里中校的副營長。但湯納因健康問題於1942年2月21日退役，返回卡盧拉牧場。
熱衷地理學的湯納常獨自深入澳大利亞叢林進行數週考察。 作為澳大利亞皇家地理學會院士與新南威爾士皇家歷史學會成員， 他特別關注探險家托馬斯·米切爾生平研究。1946年，他成功說服澳大利亞政府發行郵票紀念米切爾在昆士蘭中部地理發現百年。 1955年他在布里斯本皇家地理學會發表演講，次年因地理學貢獻獲頒湯姆森博士基金金質獎章。該演講於1957年以《艾爾湖及其支流》為題出版。
終身未婚的湯納1972年8月18日於朗里奇基地醫院逝世，享年82歲。三天後葬禮舉行時，眾多市民沿街目送其靈柩由炮車載運。在聖安德魯教堂儀式後，他以全套軍禮下葬於朗里奇鎮公墓。逝世時，湯納已擁有8萬英畝牧場與2.5萬頭羊。 他至今仍是昆士蘭獲勳最高軍人。 2009年4月24日，墨爾本雕塑家威廉·艾希霍爾茨創作的湯納雕像在其故鄉黑水鎮揭幕。受當地學童作文啟發，社區籌集8萬澳元立碑紀念。

## 外部連結
- . VC Recipients. Diggerhistory.info.   [2009-01-21]. （原始内容存档于2009-06-16）.